# Motoo Kimura
Motoo Kimura (japonsky 木村 資生, Kimura Motoo; 13. listopadu 1924 Okazaki – 13. listopadu 1994 Prefektura Šizuoka) byl japonský biolog zabývající se populační genetikou, jenž se proslavil neutrální teorií molekulární evoluce.

## Životopis
Motoo Kimura se narodil 13. listopadu 1924 v japonském městě Okazaki. Jako chlapec se velmi zajímal o rostliny a byl také výborným matematikem. Byl přijat na prestižní střední školu v japonské Nagoji, kde pracoval ve výzkumné laboratoři botanika M. Kumazawy. V době, kdy Kimura studoval v Nagoji, zuřila v Tichomoří druhá světová válka. Školu proto dokončil kvůli zkráceným osnovám předčasně a roku 1944 byl přijat na Kjótskou univerzitu, kde tou dobou působil význačný biolog Hitoši Kihara. Na Kiharův popud se však Kimura nepřihlásil na zemědělskou fakultu ke Kiharově skupině, ale zvolil studium botaniky, neboť studenti přírodovědecké fakulty byli osvobozeni od služby v armádě. Teprve po válce se mohl Kimura přesunout do Kiharovy laboratoře.
Od roku 1949 pracoval jako vědecký asistent v Národním ústavu genetiky v Mišimě. Roku 1953 využil možnost studovat ve Spojených státech amerických, kde nejprve několik měsíců působil na Iowa State University, přičemž následně přesídlil do Wisconsinské univerzity v Madisonu. Pracoval zde v laboratoři význačného populačního genetika Jamese Crowa. Kimura během práce na univerzitě představil několik vysoce odborných matematických prací, pojednávající mj. o obecném modelu genetického driftu, jenž rozšířil o více alel, selekci, migraci a mutace. Tyto i mnohé jiné závěry prezentoval na sympoziu v Cold Spring Harboru v roce 1955. Vzhledem k matematické složitosti problémů a špatné anglické výslovnosti mnoho přítomných biologů jeho výklad nepochopilo; u některých populačních genetiků, jako byl Sewall Wright, však jeho práce vyvolala obdiv a uznání. Roku 1956 získal Kimura doktorát. Později opět pracoval v japonském Národním ústavu genetiky.
Roku 1968 Kimura představil svou klíčovou práci, neutrální teorii molekulární evoluce. V této době stál na vrcholu evoluční biologie neodarwinismus, modely molekulární evoluce se teprve rozvíjely a většina evolucionistů věřila, že hlavní hnací silou evoluce je přírodní výběr. Kimura vyvolal velkou debatu tvrzením, že většina evoluce na molekulární úrovni je výsledkem náhodné fixace neutrálních mutací, zatímco přírodní výběr se na molekulární úrovni podílí pouze na malém množství fixací. Zbytek života Kimura věnoval energickému obhajování své teorie. V roce 1983, kdy již byla neutrální teorie do značné míry přijímána, svůj výzkum shrnul v monografii The Neutral Theory of Molecular Evolution. Na jeho práci navázala Tomoko Ótaová, autorka teorie téměř neutrální evoluce.
Ve stáří u něj byla diagnostikována amyotrofická laterální skleróza. Kimura zemřel v roce 1994 v den svých 70. narozenin, osudným se mu stal pád ze schodů.
Za své přínosy vědě získal mj. Cenu japonské genetické společnosti (1959), Řád kultury (1976), Mezinárodní cenu za biologii (1988), Darwinovu medaili (1992), byl zahraničním členem Národní akademie věd Spojených států amerických a Královské společnosti.

## Výběr z díla
- KIMURA, Motoo. Solution of a Process of Random Genetic Drift with a Continuous Model. Proceedings of the National Academy of Sciences. 1955-03-15, roč. 41, čís. 3, s. 144–150. Dostupné v archivu pořízeném dne 2022-01-15. ISSN 0027-8424. doi:10.1073/pnas.41.3.144. PMID 16589632. (anglicky)
- KIMURA, Motoo. Evolutionary Rate at the Molecular Level. Nature. 1968-02, roč. 217, čís. 5129, s. 624–626. Dostupné online [cit. 2022-01-15]. ISSN 1476-4687. doi:10.1038/217624a0. (anglicky)
- KIMURA, M. Theoretical foundation of population genetics at the molecular level. Theoretical Population Biology. 1971-06, roč. 2, čís. 2, s. 174–208. Dostupné online [cit. 2022-01-15]. ISSN 0040-5809. doi:10.1016/0040-5809(71)90014-1. PMID 5162686.
- KIMURA, M. The Neutral Theory of Molecular Evolution. Cambridge University Press: Cambridge, 1983. (anglicky)